# Justicia ingrata
Justicia ingrata är en akantusväxtart som beskrevs av Raymond Benoist. Justicia ingrata ingår i släktet Justicia och familjen akantusväxter. Inga underarter finns listade i Catalogue of Life.